# Customer relationship management
Customer relationship management oftewel crm is een Engelstalige benaming voor klantrelatiebeheer, soms ook relatiemarketing of verkoopbeheersysteem genoemd. Het is een werkwijze alsmede een technologie waarbij klantgegevens worden geanalyseerd om de zakelijke relatie met klanten te verbeteren, met als doel hen aan het bedrijf of de organisatie te binden en zo uiteindelijk de inkomsten te verhogen.
Eventueel kunnen, bij een optimale invulling van de strategie, klanten waarop de organisatie verlies lijdt worden gemotiveerd een andere leverancier of dienstverlener te zoeken (de-marketen).

## Marktbenaderingsconcepten
Een marktbenaderingsconcept beschrijft de activiteiten die een organisatie onderneemt bij de marktintroductie van een product of dienst. Bij marktbenadering wordt er onderscheid gemaakt tussen vijf concepten:
- Productieconcept: dit is gericht op het productieproces van een product. Zo wordt gesteld dat een product verkoopt als het goedkoop en leverbaar is. De focus ligt dus op de efficiëntie van het productieproces. Bij dit concept wordt de massaproductie van de Ford Model T als voorbeeld gezien. Andere voorbeelden zijn easyJet, Aldi.
- Productconcept: hierbij ligt de nadruk op de kwaliteit van het product. Dit concept stelt dat de consument een keuze maakt op basis van de waar te nemen kwaliteitsverschillen. Denk hierbij aan Apple en Philips.
- Verkoopconcept: dit stelt dat het onder de aandacht brengen van een product doorslaggevend is. Bij deze strategie wordt er onder andere ingezet op telefonische verkoop en straatverkoop.
- Marketingconcept: hierbij staan de wensen en behoeften van doelmarkt centraal. De focus ligt op de klantervaring, klantrelatie en de waardering van de klant voor het bedrijf . Dit wordt ook wel customer intimacy of crm genoemd (denk aan Albert Heijn, Orange en Robeco). Hierbij staat het onder controle hebben van de klantervaring, klantrelatie en de waardering van de klant voor het bedrijf centraal.
- Maatschappelijk marketingconcept: dit is een verbreding van het marketingconcept. Naast de wensen en behoeften van de markt, worden ook maatschappelijke doelen meegenomen. Zo wordt de lange-termijnimpact van productie- en verkoopactiviteiten afgewogen, zodat het welzijn van de markt en de samenleving gelijk blijft of verbeterd wordt.

## Crm-systeem
De context waarin de afkorting crm gebruikt wordt, is meestal die van crm-systeem, zijnde een softwarepakket voor het beheren van klantgegevens en interacties met deze klanten. De term crm werd eind jaren negentig geïntroduceerd door dr. Jon Anton. Er zijn verschillende hulpmiddelen die worden gebruikt bij crm-applicaties. The Patricia Seybold Group (2002) onderscheidt drie soorten applicaties:
- Customer-facing-applicaties, waarbij de klant interactie heeft met het bedrijf. Een voorbeeld hiervan is een callcenter of een helpdesk.
- Customer-touching-applicaties, waarbij de klant direct contact heeft met de applicatie. Een voorbeeld van deze applicatie is zelfbediening.
- Customer-centric-intelligence-applicaties. Dit betreft applicaties die de resultaten van operationele verwerkingen kunnen analyseren en de resultaten hiervan kunnen gebruiken om de crm-applicaties te verbeteren. Hier draait het vooral om datamining en datawarehousing.[3]

## e-crm
De term e-crm werd geïntroduceerd toen bedrijven begonnen met het gebruik van webbrowsers en het internet om hun consumentenrelaties te beheren. Web-based crm-applicaties of ASP/SaaS-oplossingen bieden geïntegreerde marketing-, verkoop-, e-commerce- en klantenondersteuningsdiensten aan bedrijven, door middel van een specifieke webinterface. Een effectieve e-crm-infrastructuur moet zorgen voor een eenduidig beeld van de consumenten, ongeacht hun manier van interactie met het bedrijf.

Een onderdeel van de e-crm-infrastructuur is analytische e-crm. Dit voorziet in rapportages over consumentgedrag, consumentinteracties en het voorspellen hiervan.
E-crm is in toenemende mate een onderdeel van management information systems (MIS) geworden, dat online applicaties omvat die bijdragen aan klantendiensten. Tegenwoordig is e-crm een noodzaak om als bedrijf te overleven. E-crm neemt een centrale positie in binnen een bedrijf om consumenten optimaal te bedienen. Hiertoe is het noodzakelijk complete gegevens te hebben over de consumenten, die via e-crm op een makkelijke manier verkregen kunnen worden.

## Social CRM
Social CRM (sCRM) is een apart vakgebied. De uitwerking van sociale media op marketing, verkoop en dienstverlening is enorm en organisaties die bezig zijn hun bedrijfsstrategie, processen en hulpmiddelen hierop af te stemmen, houden zich bezig met social CRM. In contact treden met klanten via sociale media en deze gegevens vastleggen, is er een onderdeel van. Er kunnen analyses van deze contacten worden uitgevoerd en bedrijven krijgen inzicht in de contacten die via sociale media plaatsvinden.

## Relatiebeheer binnen ITIL
Binnen het referentiekader van ITIL wordt (klant)relatiebeheer beschreven als ofwel een functie van de servicestrategiefase (ITIL V3) ofwel een van de 34 beste praktijkoplossingen binnen het servicewaardesysteem (ITIL 4). In ITIL V3 is klantrelatiebeheer tweeledig; enerzijds beschrijft het het komen tot en onderhouden van een goede relatie met de klant, en anderzijds het analyseren van en voldoen aan de behoeften van deze klant. In opvolger ITIL 4 is deze functie gesplitst in relatiemanagement en bedrijfsanalyse. Relatiemanagement richt zich in ITIL 4 op het identificeren, analyseren, beheren en verbeteren van relaties met de klant, terwijl de bedrijfsanalyse ingaat op de behoeften van de klant, om op die manier als organisatie van meerwaarde voor de klant te kunnen zijn.

## Publicaties
- José Bloemer. Succes op de sofa : relatiemanagement op basis van de persoonlijkheid van de klant. Inaugurele rede : Katholieke Universiteit Nijmegen, 2003.